# State Parks in New York
Im US-Bundesstaat New York gibt es 168 State Parks (Stand: 2004). Sie werden größtenteils vom New York State Office of Parks, Recreation and Historic Preservation verwaltet, das auch die Harriet Hollister Spencer State Recreation Area verwaltet. State Parks, die nicht von ihm verwaltet werden, sind mit einem * gekennzeichnet, unter ihnen ist der Lock 32 State Canal Park. Eine Ausnahme bilden der Adirondack Park (auch verwaltet von der Adirondack Park Agency) und der Catskill Parks, die vom Department of Environmental Conservation verwaltet werden und zusammen die Forest Preserve bilden.

## State Parks

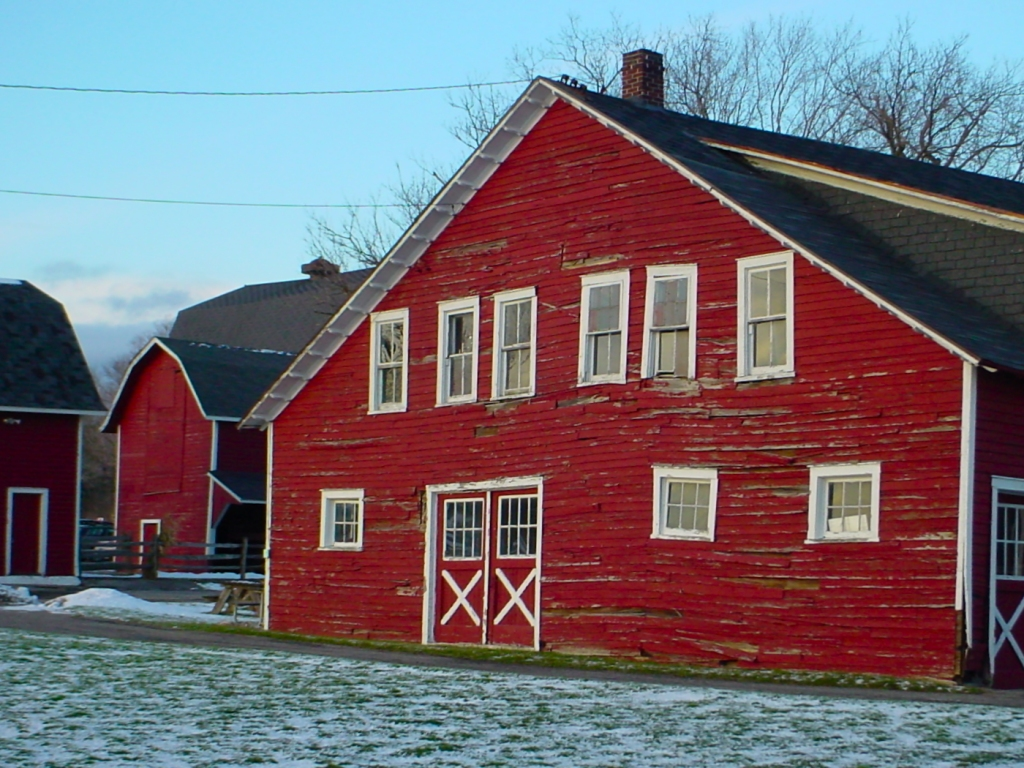
Wohngebäude im Knox Farm State Park

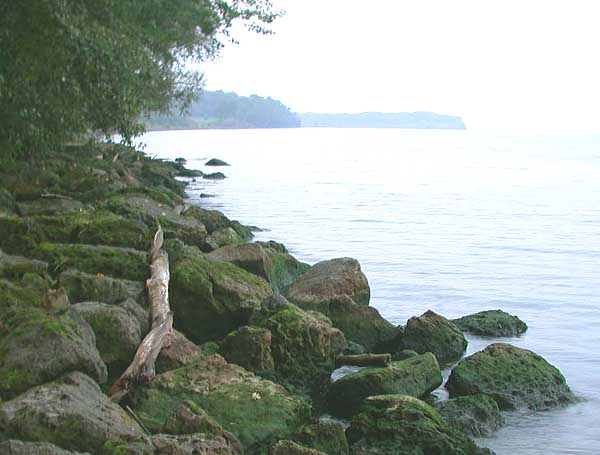
Der Ontariosee im Lakeside Beach State Park

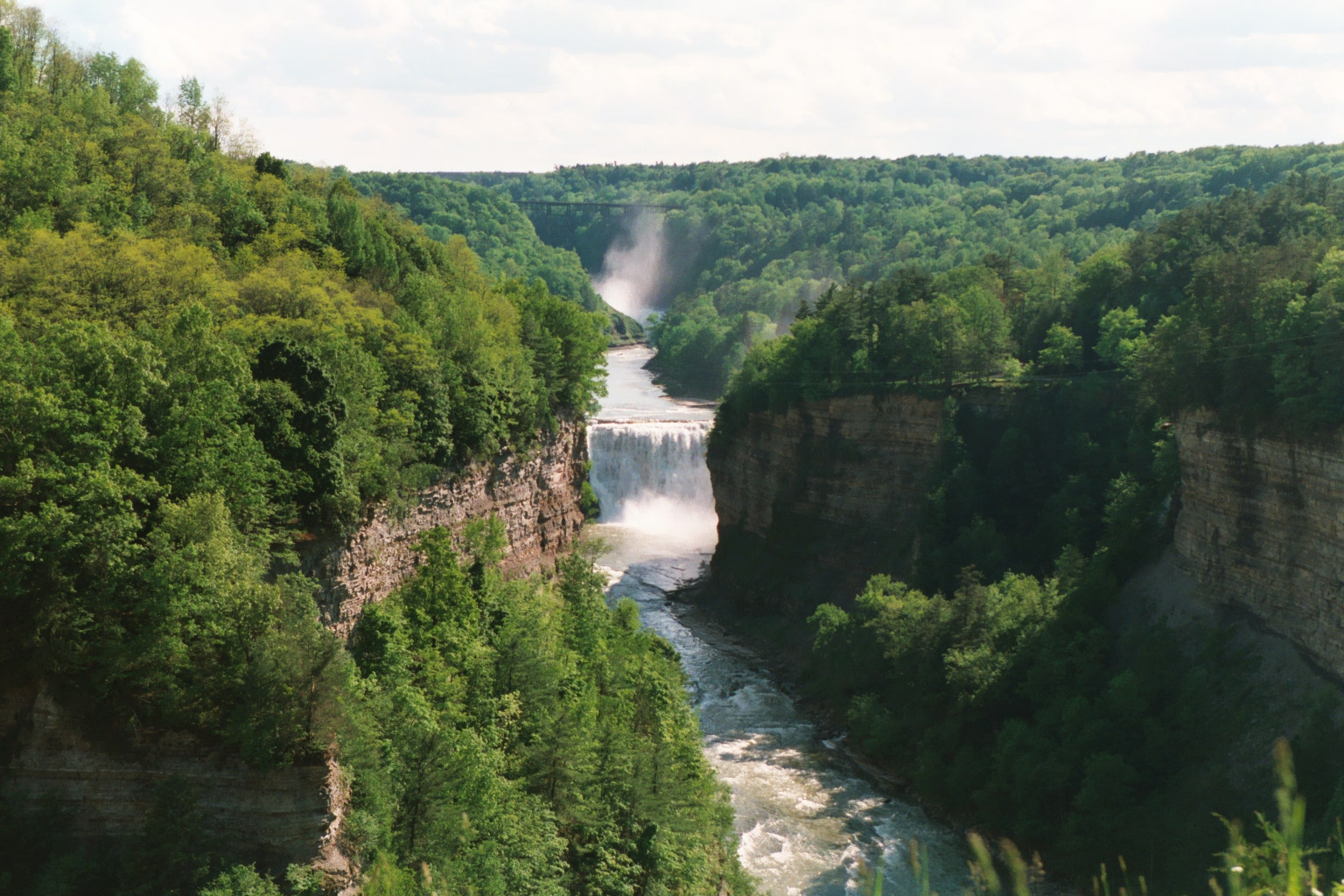
Letchworth State Park

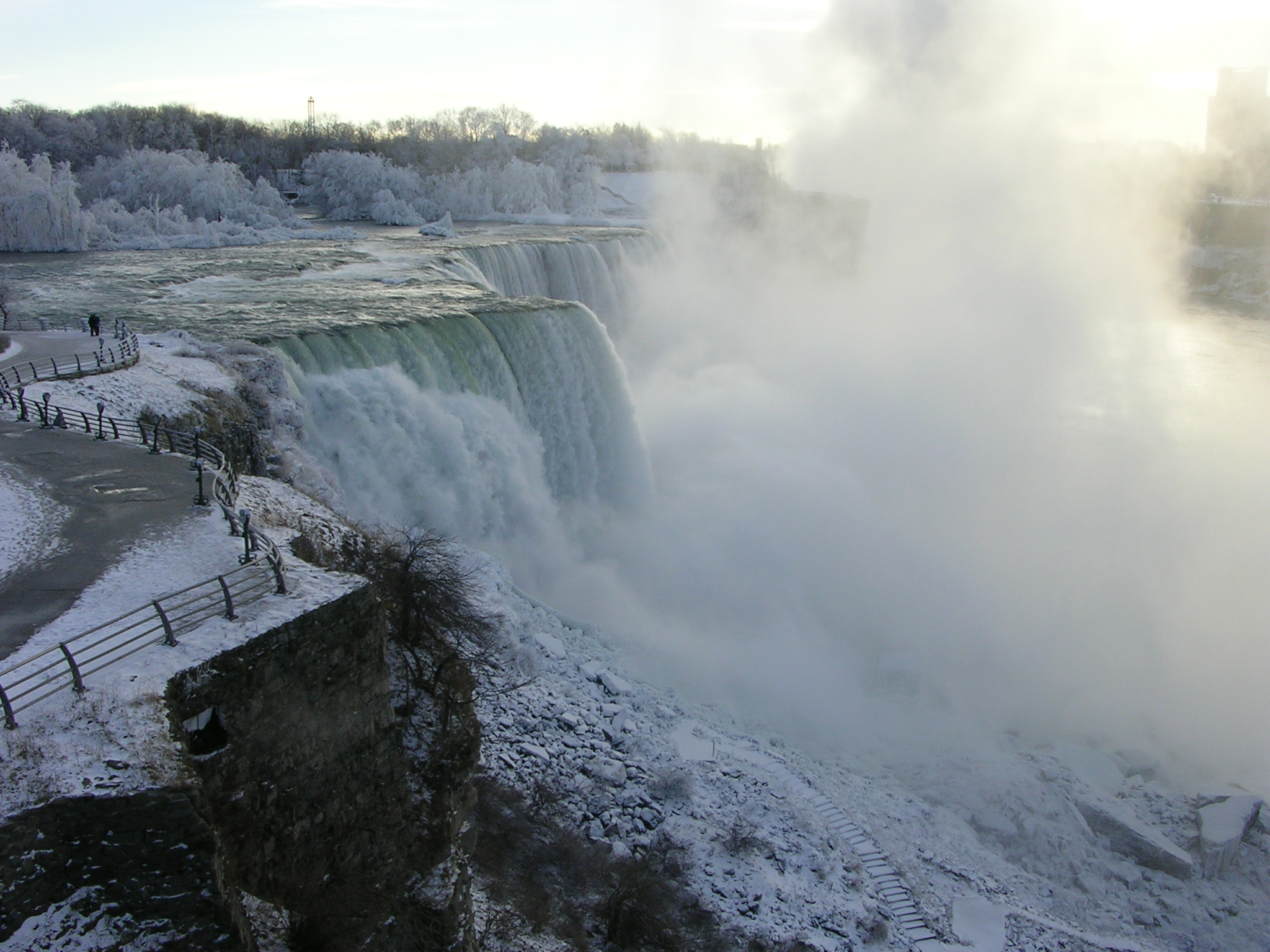
Niagara Falls State Park

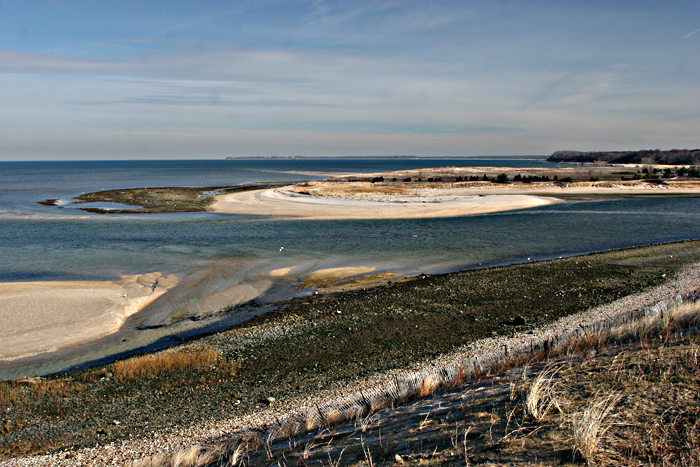
Nissequoque River State Park

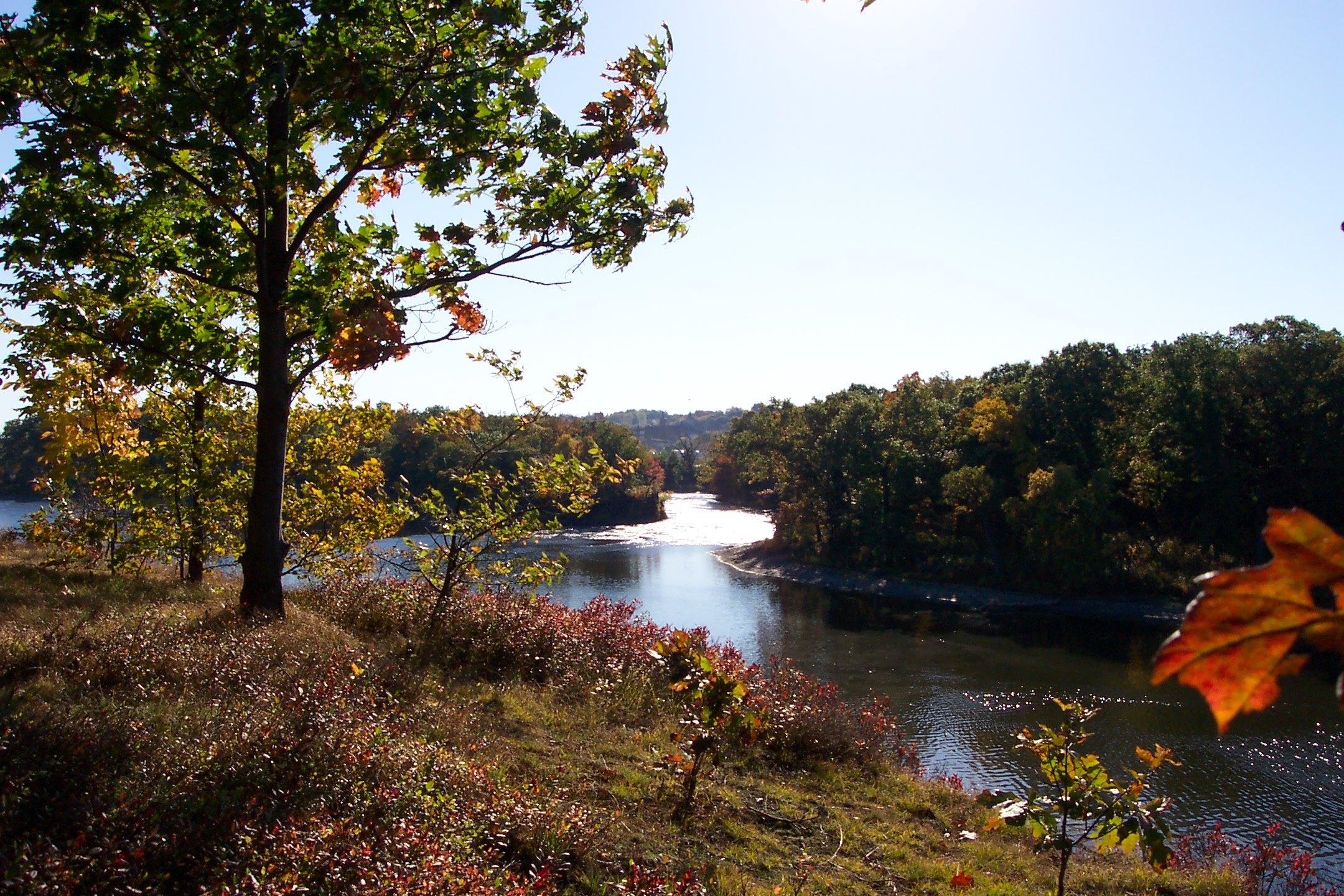
Peebles Island State Park und der Mohawk River

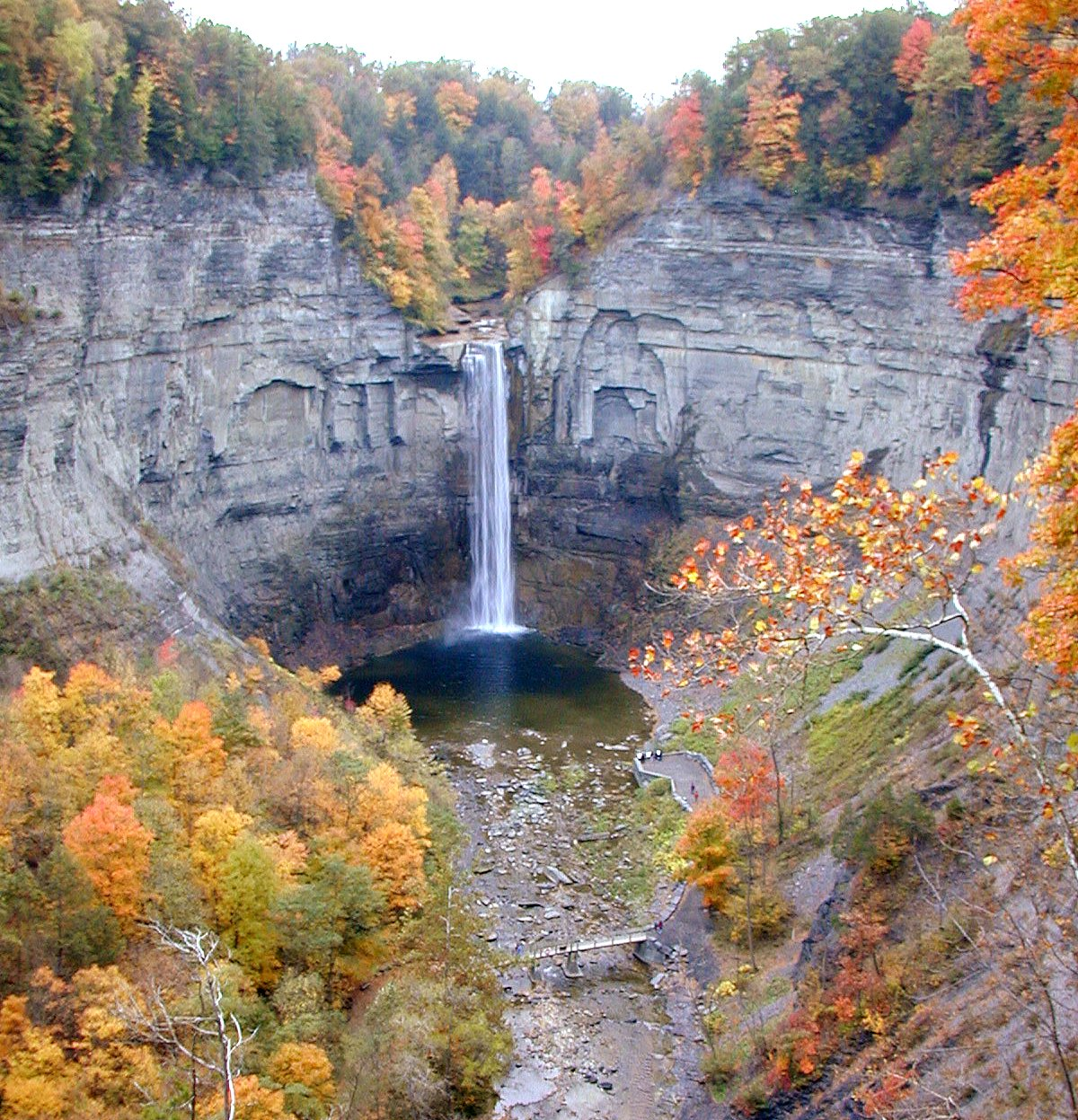
Taughannock Falls State Park

| - Allegany State Park - Amherst State Park * - Amsterdam Beach State Park - Battle Island State Park - Bayard Cutting Arboretum State Park - Bayswater Point State Park - Bear Mountain State Park - Beaver Island State Park - Beechwood State Park * - Belmont Lake State Park - Bethpage State Park - Betty and Wilbur Davis State Park - Blauvelt State Park - Bowman Lake State Park - Braddock Bay State Park * - Brentwood State Park * - Bristol Beach State Park * - Brookhaven State Park * - Buckhorn Island State Park - Buffalo Harbor State Park and Marina * - Burnham Point State Park - Buttermilk Falls State Park - Camp Hero State Park - Canoe-Picnic Point State Park - Captree State Park - Catharine Valley Trail - Cayuga Lake State Park - Cedar Island State Park - Cedar Point State Park - Chenango Valley State Park - Cherry Plain State Park - Chimney Bluffs State Park - Chittenango Falls State Park - Clarence Fahnestock State Park mit dem - Fahnestock Winter Park - Clark Reservation State Park - Cold Spring Harbor State Park - Coles Creek State Park - Crab Island State Park * - Croil Island State Park * - Cumberland Bay State Park - Darien Lakes State Park - De Veaux Woods State Park - Delta Lake State Park - Devil's Hole State Park - Dewolf Point State Park - Donald J. Trump State Park - Earl W. Brydges Artpark State Park - East River State Park - Eel Weir State Park - Empire-Fulton Ferry State Park - Evangola State Park - Fair Haven Beach State Park - Fillmore Glen State Park - Fort Niagara State Park - Four Mile Creek State Park - Franklin D. Roosevelt State Park - Frenchman Island State Park * - Galop Island State Park * - Gantry Plaza State Park - Gilbert Lake State Park - Gilgo State Park - Glimmerglass State Park - Golden Hill State Park - Goosepond Mountain State Park - Grafton Lakes State Park - Grass Point State Park - Green Lakes State Park | - Hamlin Beach State Park - Harriman State Park - Haverstraw Beach State Park * - Heckscher State Park - Hempstead Lake State Park - High Tor State Park - Highland Lakes State Park - Higley Flow State Park - Hither Hills State Park - Honeoye Lake Boat Launch State Park - Hook Mountain State Park * - Hudson Highlands State Park - Hudson River Islands State Park - Hudson River Park - Hunt's Pond State Park - Iona Island State Park * - Jacques Cartier State Park - James Baird State Park - Jamesport State Park * - John Boyd Thacher State Park - Jones Beach State Park - Joseph Davis State Park - Keewaydin State Park - Keuka Lake State Park - Knox Farm State Park - Kring Point State Park - Lake Erie State Park - Lake Superior State Park - Lake Taghkanic State Park - Lakeside Beach State Park - Letchworth State Park - Lodi Point State Park - Long Point State Park (Finger Lakes) - Long Point State Park (Lake Chautauqua) - Long Point State Park (Thousand Islands) - Macomb Reservation State Park - Margaret Lewis Norrie State Park - Mary Island State Park - Max V. Shaul State Park - Midway State Park - Mine Kill State Park - Montauk Downs State Park - Montauk Point State Park - Moreau Lake State Park - Napeague State Park - Newtown Battlefield State Park - Niagara Falls State Park - Nissequogue River State Park - Nyack Beach State Park - Ogden Mills & Ruth Livingston Mills State Park - Oquaga Creek State Park - Orient Beach State Park - Peebles Island State Park - Pixley Falls State Park - Point Au Roche State Park | - Reservoir State Park - Riverbank State Park - Robert G. Wehle State Park * - Robert H. Treman State Park - Robert Moses State Park (Long Island) - Robert Moses State Park (Thousand Islands) - Robert V. Riddell State Park * - Roberto Clemente State Park - Rockland Lake State Park - Sampson State Park - Sandy Island Beach State Park - Saratoga Spa State Park * - Schodack Island State Park - Schunemunk Mountain State Park * - Selkirk Shores State Park - Seneca Lake State Park - Shadmoor State Park - Silver Lake State Park - Southwick Beach State Park - State Park at the Fair - Sterling Forest State Park - Stony Brook State Park - Storm King State Park - Sunken Meadow State Park (Governor Alfred E. Smith) - Taconic State Park: - Copake Falls Area - Rudd Pond Area - Tallman Mountain State Park - Taughannock Falls State Park - Thompson’s Lake State Park - Tioga State Park * - Trail View State Park - Valley Stream State Park - Verona Beach State Park - Waterson Point State Park - Watkins Glen State Park - Wellesley Island State Park - Westcott Beach State Park - Whetstone Gulf State Park - Whirlpool State Park - Wildwood State Park - Wilson-Tuscarora State Park - Wonder Lake State Park - Woodlawn Beach State Park |

## State Historic Parks
- Caumsett State Historic Park
- Old Croton Aqueduct State Historic Park *
- Old Erie Canal State Historic Park
- Sonnenberg Gardens & Mansion State Historic Park
- Walkway Over the Hudson State Historic Park

## State Marine Parks
- Allan H. Treman State Marine Park
- Canandaigua Lake State Marine Park
- Irondequoit Bay State Marine Park
- Mexico Point State Marine Park *
- Oak Orchard State Marine Park

## State Park Golf Courses
- Bonavista State Park Golf Course
- Battle Island State Park Golf Course
- Beaver Island State Park Golf Course
- Bethpage State Park Golf Course
- Bonavista State Park Golf Course
- Chenango Valley State Park Golf Course
- Dinsmore Golf Course
- Governor Alfred E. Smith/Sunken Meadow State Park Golf Course
- Green Lakes State Park Golf Course
- Indian Hills State Golf Course
- James Baird State Park Golf Course
- Jones Beach State Park Pitch and Putt Course
- Mark Twain State Park and Soaring Eagles Golf Course
- Montauk Downs State Park Golf Course
- Pinnacle State Park and Golf Course
- Robert Moses State Park Pitch and Putt Course
- Rockland Lake State Park Golf Course
- Sag Harbor State Golf Course
- Saratoga Spa State Park Golf Course
- Mark Twain State Park and Soaring Eagles Golf Course
- Springbrook Greens State Golf Course
- St. Lawrence State Park Golf Course
- Wellesley Island State Park Golf Course

## State Park Preserves
- Caleb Smith State Park Preserve

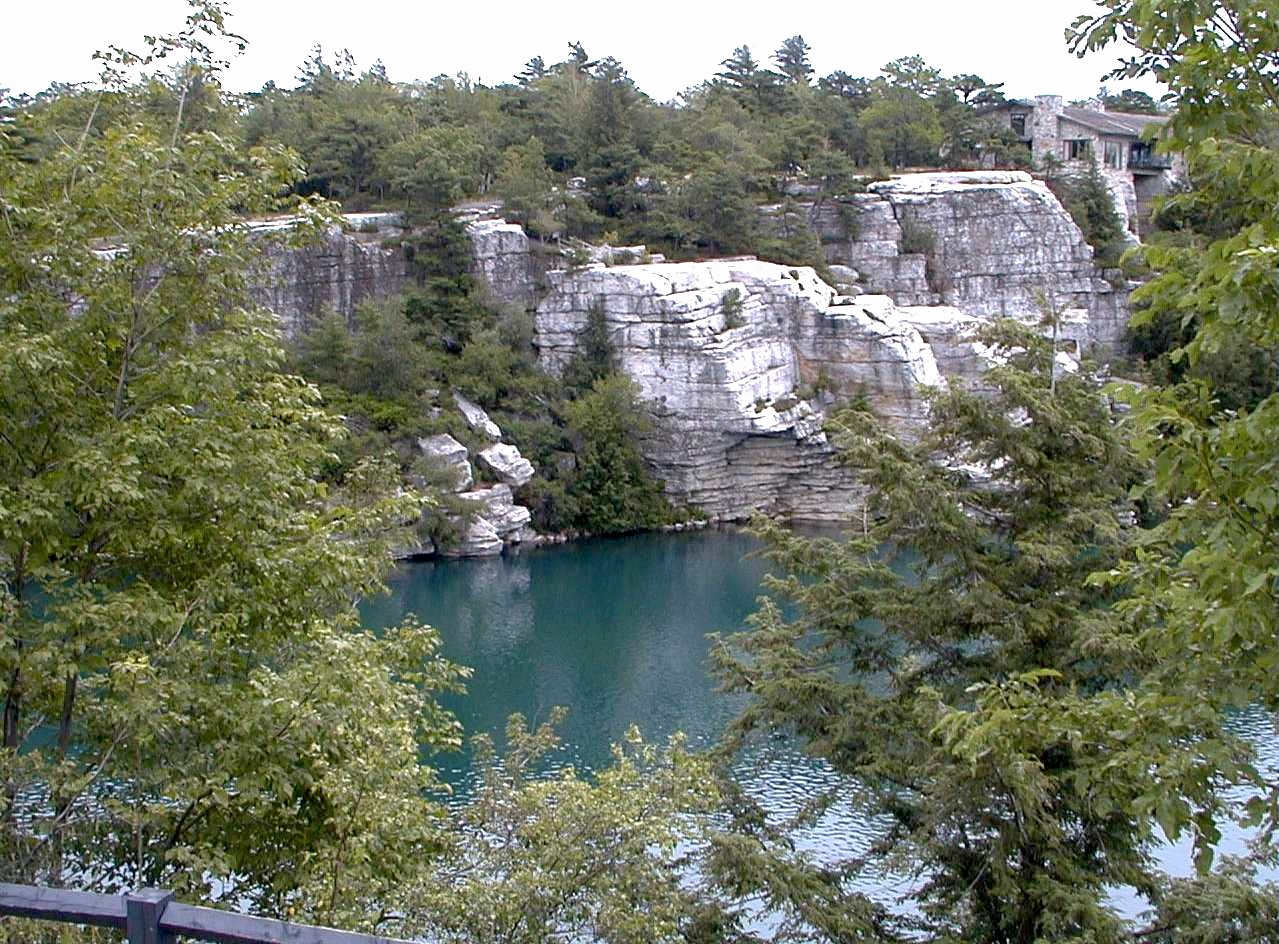
Lake Minnewaska im Minnewaska State Park Preserve

- Clay Pit Ponds State Park Preserve
- Connetquot River State Park Preserve
- Minnewaska State Park Preserve
- Rockefeller State Park Preserve

## Informationszentren
- Emma Treadwell Thacher Nature Center
- Long Island Environmental Interpretive Center
- Shaver Pond Nature Center
- Taconic Outdoor Education Center
- Theodore Roosevelt Nature Center